# でんでんリクリク大放送
でんでんリクリク大放送（でんでんリクリクだいほうそう）は、岩手放送（IBC岩手放送）のラジオで放送されていた夜の若者向け電リク番組・バラエティ番組。

## 概要
1982年10月9日、土曜日の夜のナイターオフ枠（20:00 - 21:40）で樋田由美子のパーソナリティで放送開始。以降、IBCラジオ ゴールデンナイターの放送されているナイターシーズン中（4月〜9月）は月曜日の夜で、ナイターオフ期間（10月〜3月）は土曜日の夜で放送するというパターンだった（1983年10月〜1984年3月のナイターオフ期間は金曜日夜20:00枠で、1984年10月〜1985年3月のナイターオフ期間は月曜夜から移動せず放送）。
電話リクエスト番組のスタイルをとってはいるが、コーナーや企画も多いバラエティ番組的な要素も持っていた。
1984年4月に帯の若者向けワイド番組『爆発ワイドラジオ新鮮組』がスタートして以後は、これと抱き合わせのような形で編成されることが主となり（ナイターシーズン中に本番組が月曜日で放送されている間は『ラジオ新鮮組』は月曜日の放送が無い、など）、1985年4月〜同年9月の間は『ラジオ新鮮組』が月曜日も編成されていた都合上で本番組は一時中断。半年後の1985年10月にパーソナリティを、直前の1985年9月まで『ラジオ新鮮組』火曜パーソナリティだった水越かおるに交替した上で再開。1990年4月にはその『ラジオ新鮮組』と本番組を統合するような形で、菊池幸見をパーソナリティとした『でんリクワイド新鮮組』となり、本番組は二たび中断。半年後の同年10月から菊池パーソナリティのままで二たび再開（この時同時に『ラジオ新鮮組』も再開）、この再開後のIBCラジオ番組表における本番組の表記は片仮名表記の『デンデンリクリク大放送』となった。『でんリクワイド新鮮組』となった1990年4月から本番組終了時まで、『楽しさ120％！』のサブタイトルが付いていた。
1992年3月に『ラジオ新鮮組』と共に終了。同年4月からは菊池と『ラジオ新鮮組』最末期のパーソナリティだった播磨谷美貴子、江幡平三郎の3人がパーソナリティの『ラジオザウルス』がスタートしている。

## 放送時間

### ナイターオフ期 (10月〜3月)
- 土曜日 20:00 - 21:40 （1982年度）
- 金曜日 20:00 - 21:00 （1983年度）
- 月曜日 21:30 - 22:30 （1984年度）
- 土曜日 19:00 - 21:00 （1985年度）
- 土曜日 19:30 - 22:00 （1986年度〜1990年度）
- 月曜日 20:30 - 22:20 （1991年度）

### ナイターシーズン中 (4月〜9月)
- 月曜日 20:00 - 21:30 （1983年度）
- 月曜日 20:00 - 22:00 （1984年度）
- 月曜日 20:00 - 22:20 （1986年度）
- 月曜日 20:00 - 22:30 （1987年度〜1991年度）

## パーソナリティ
いずれも同局所属のアナウンサー。
- 樋田由美子 （1982年10月9日〜1985年3月）
- 水越かおる （1985年10月〜1989年9月）
- 斉藤景子・田代親世 （1989年10月〜1990年3月）
- 菊池幸見 （1990年10月〜1992年3月30日）
※『でんリクワイド新鮮組』（1990年4月〜同年9月）から続投

## 主なコーナー
樋田由美子パーソナリティ時代
- ハガキ問答
毎週「答えの無いような問題」をリスナーに振り、リスナーはそれに対して珍答・奇答を送る[3]。
- 言いたい伝えたい
リスナーが「友人ら周りの人に話したいけど話せない」「なかなか口に出して言えない」そんな言葉を本番組が代わって伝える[3]。
- デビューリクエスト
リスナーから電話できいたリクエスト曲を歌う歌手のデビュー曲が併せて流される[3]。
- B面リクエスト
A面の影に隠れた「B面の名曲」を捜し出してかける[3]。
- 電話クイズ
毎回、学校の学習に関係した「教養豊か」とされた難問・珍問を出題し、リスナーから解答を募集[3]。
- ゆみこのくだるタイム
リスナーには好きなリクエスト曲と一緒に一つのテーマに沿ったアンケートに答えてもらい、それを集計して発表[3]。
- ゆみこーずダイアリー
樋田アナの一週間の行動をテーマに、リスナーはそれを日記風に勝手に創作して送り、それを発表[3]。
- メインの搭乗者
- 黒沢ディレクター、くっちゃん（倶知安町出身の岩大生、三善英史の雨がよくかかる）
- 学園祭の紹介がまれにある（学生が紹介にスタジオ入りする）

水越かおるパーソナリティ時代
- みよちゃんのこーなー
まだ満足に話せない幼児が母親と何を話しているのかを当てる[1]。
- みんなで出せばこわくない
テレビや雑誌などで募集している視聴者クイズ・読者クイズなどの答えを番組中で発表した上、その応募の宛先も併せて告知[1]。
- 謝礼物品争奪単なるウケ狙いのコーナー
IBCノベルティーを争奪するネタコーナー
- 店長さんじかんですよ～
あらかじめ募集していた県内の２企業の店長に電話出演していただき、古今東西ゲームをしていくコーナー。
- わがままリクエスト
リスナーがどうしても聞きたい曲を募集するコーナー。しかし、はがきは読まれても水越の一存でリクエストが却下されることが多いため、リスナーのわがままではなく、水越のわがままによるコーナーと揶揄されていた。
- お箸初め
水越とアルバイトスタッフの一人が目の前に並んだ５つの食べ物の食べた順番をリスナーが当てるコーナー。[1]。
- じゃんけんクイズ
アルバイトスタッフ3人も参加し、じゃんけんを交えてのクイズコーナー[1]。
他